# Titus Zeman

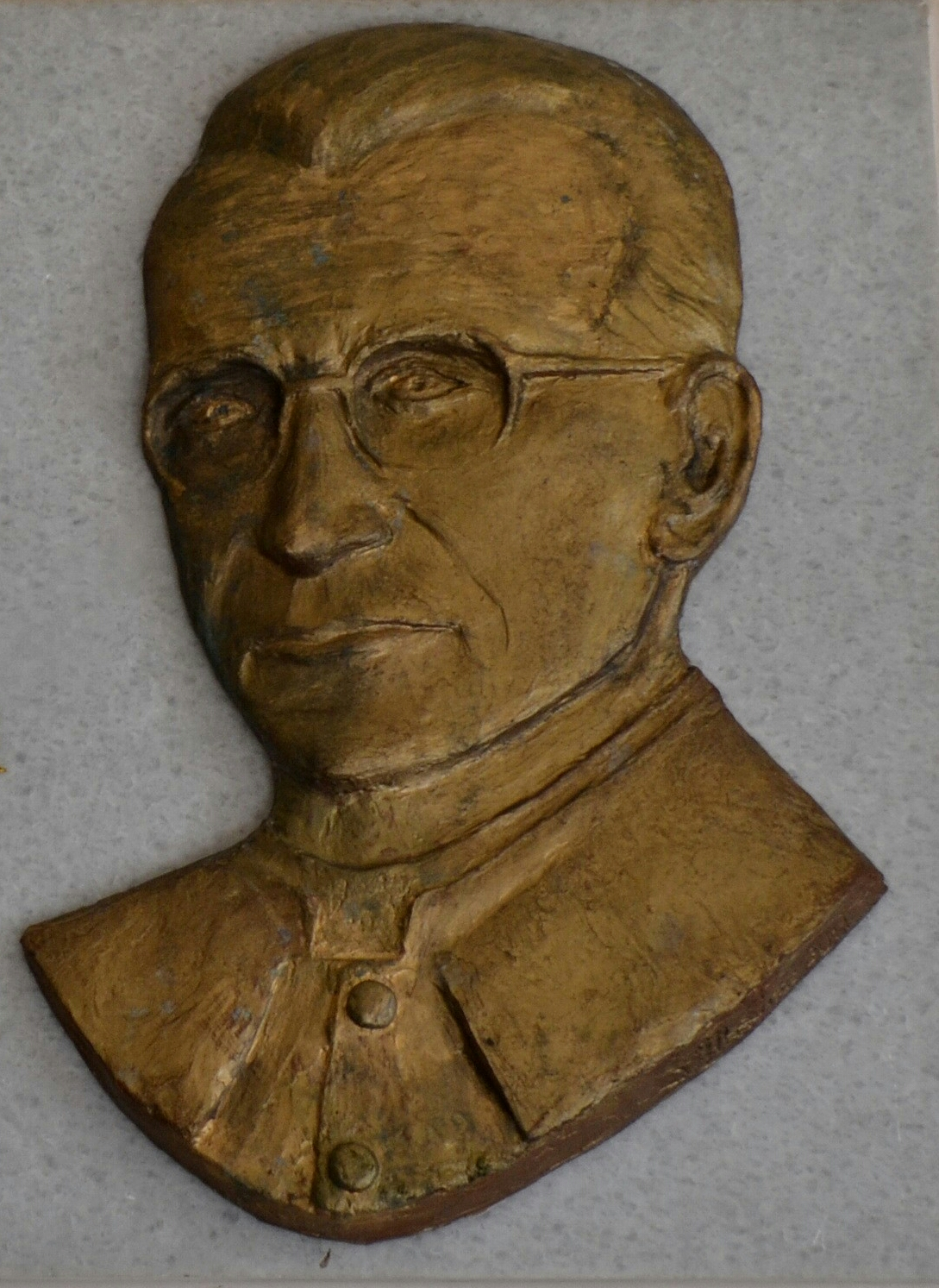
Porträt Titus Zemans
Gedenktafel in der Pfarrkirche seines Geburtsorts

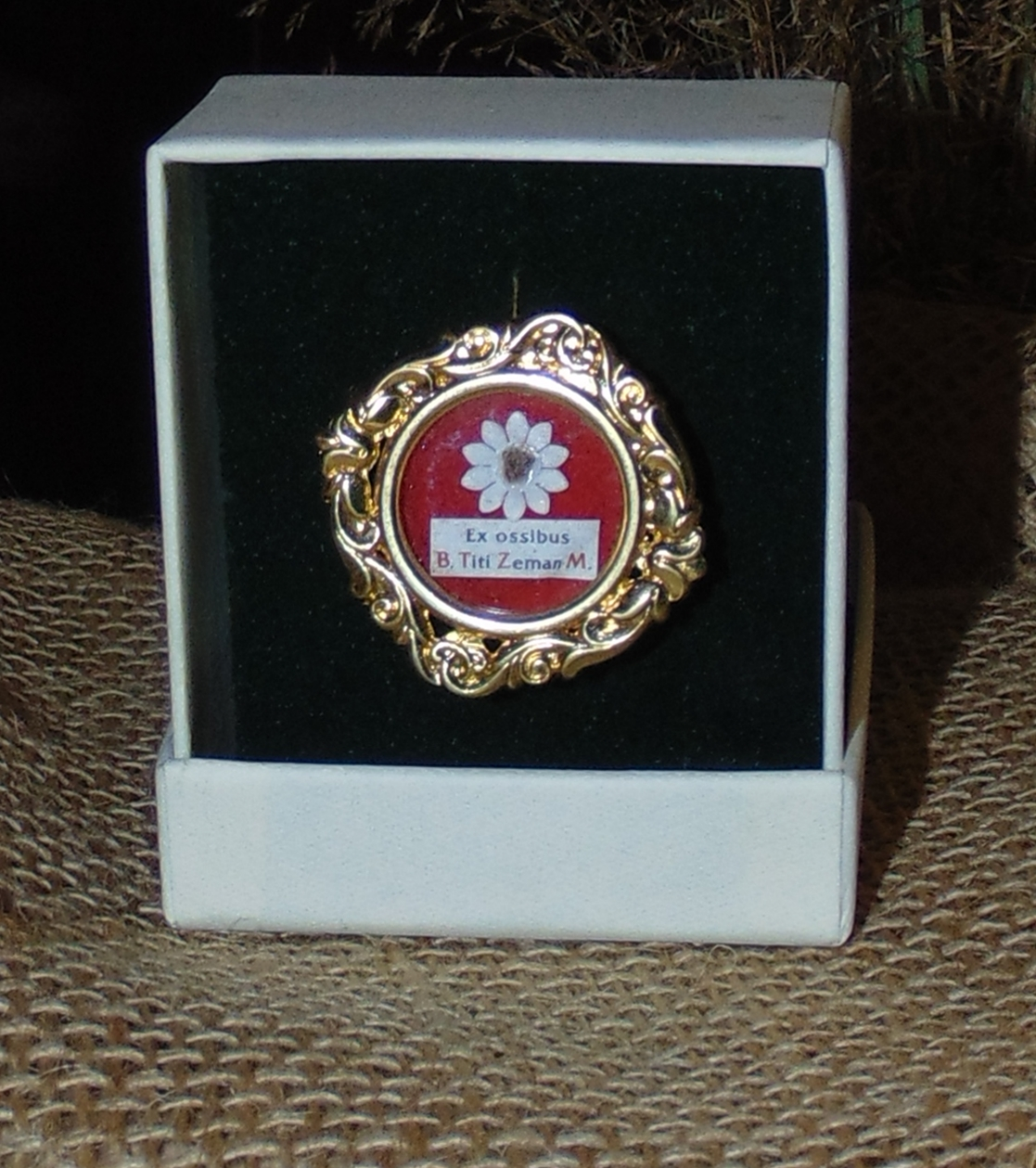
Reliquie von Titus Zeman in der Kirche in Starý Smokovec

Titus Zeman SDB (* 4. Januar 1915 in Vajnory, Österreich-Ungarn; † 8. Januar 1969 in Bratislava, Tschechoslowakei) war ein slowakischer römisch-katholischer Ordensgeistlicher. In der römisch-katholischen Kirche wird er als Märtyrer und Seliger verehrt, mit seinem Todestag 8. Januar als Gedenktag.

## Leben
Titus Zeman wuchs als ältestes der zehn Kinder von Ján Zeman und dessen Frau Agneša, geborene Grebečiová, in einer religiösen Familie auf. Er besuchte die von den Salesianern unterhaltene Grundschule in Šaštin und äußerte bereits mit zehn Jahren den Wunsch, Priester zu werden. Trotz Versuchen seiner Eltern, ihn wegen der Armut der Familie von seinem Schritt abzubringen, trat er 1931 in das Noviziat der Salesianer ein und legte ein Jahr später die erste Profess ab. Er studierte an der Päpstlichen Universität Gregoriana in Rom und in Chieri. Am 23. Juni 1940 empfing er in der Maria-Hilf-Basilika in Turin das Sakrament der Priesterweihe. Seine erste Aufgabe als Priester erhielt er im Oratorium seines Ordens in Bratislava. Nach einem ergänzenden Lehramtsstudium war er als Gymnasiallehrer für Chemie und Biologie am Bischöflichen Gymnasium in Tyrnau tätig. Im Jahr 1946 wurde er aus dem Schuldienst entlassen, weil er sich der Vorgabe der kommunistischen Schulaufsicht, die Kreuze in den Klassenzimmern zu entfernen, nicht beugte. Anschließend war er als Kaplan in Šenkvice tätig.
Nachdem das kommunistische Regime der Tschechoslowakei die Tätigkeit der katholischen Ordensgemeinschaften untersagt hatte, wurden in der Slowakei am 13. April 1950 in der sogenannten Nacht der Barbaren durch die Staatssicherheit fast 900 Ordensleute verhaftet und in Sammelklöstern interniert. Zeman blieb zunächst in Freiheit und organisierte die Flucht mehrerer Geistlicher nach Italien. Nach zwei geglückten illegalen Aktionen, in denen er 34 Ordenspriester und einen Diözesanpriester über die Grenze schmuggelte, wurde er bei einem dritten Versuch am 9. April 1951 mit 15 weiteren Salesianern verhaftet. Er wurde gefoltert und am 22. Februar 1952 zu 25 Jahren Haft verurteilt. Durch die Haftbedingungen und weitere Folter gesundheitlich stark geschwächt, wurde er 13 Jahre später, am 10. März 1964, aus dem Gefängnis entlassen. Ab 1967 durfte er wieder die heilige Messe feiern und 1968 durch den Prager Frühling vorübergehend wieder seelsorglich tätig sein. Im September 1969 erlitt er einen Herzinfarkt. Nach einem weiteren Infarkt starb er in Bratislava.

## Seligsprechung
Ein Verfahren für seine Seligsprechung wurde im Jahr 2010 eingeleitet. Im gleichen Jahr wurden seine Gebeine auf dem Friedhof seines Geburtsorts Vajnory exhumiert und in die benachbarte Pfarrkirche übertragen. Am 27. Februar 2017 bestätigte Papst Franziskus das Martyrium Titus Zemans. Die Seligsprechung nahm der Kardinalpräfekt der Kongregation für die Selig- und Heiligsprechungsprozesse, Angelo Amato, im Auftrag des Papstes am 30. September desselben Jahres auf dem Gelände neben der Familienkirche im Bratislavaer Stadtteil Petržalka vor.